# Lista conților de Artois

Blazonul comitatului de Artois

Conții de Artois au guvernat Comitatul Artois începând din secolul al IX-lea până la abolirea comitatului în contextul evenimentelor Revoluției franceze, în 1790. 

## Casa de Artois
- Odalric (cca. 850)
- Altmar (cca. 890)
- Adelelm (?-932)

- Cucerirea contelui Arnulf I de Flandra și administrată direct de către conții de Flandra, 932-1180
- Filip I de Flandra (1168-1180), a acordat provincia Artois regelui Filip al II-lea al Franței ca zestre pentru căsătoria acestuia cu Isabelle de Hainaut, nepoata contelui flamand.

## Casa Capet
- Isabela și Filip al II-lea August (1180-1189)
- Ludovic I (1189-1226), fiul lor, și rege al Franței, ca Ludovic al VIII-lea
- Ludovic al II-lea (1226-1237), fiul său, și rege al Franței, ca Ludovic al IX-lea
- Robert I (1237-1249), fratele său
- Robert al II-lea (1250-1302), fiul său
- Matilda (1302-1329), fiica sa, căsătorită cu contele Otto al IV-lea de Burgundia
  - contestat de Robert al III-lea (1302-1329)

## Casa de Burgundia
- Ioana I (1329-1330), fiica lui Mahaut, contesă de Burgundia, ca Ioana a II-a
- Ioana a II-a (1330-1347), fiica sa, contesă de Burgundia, ca Ioana a III-a
  - căsătorită cu Odo (1330-1347), duce de Burgundia
- Filip al III-lea (1347-1361), nepotul lor, duce de Burgundia, ca Filip I

## Casa Capet
- Margareta I (1361-1382), mătușa lui, contesă de Burgundia, ca Margareta I

## Casa de Dampierre
- Ludovic al III-lea (1382-1383), fiul ei, conte de Flandra, ca Ludovic al II-lea
- Margareta a II-a (1383-1405), fiica lui, contesă de Flandra, ca Margareta a III-a
  - căsătorită cu Filip al IV-lea (1383-1404), duce de Burgundia, ca Filip al II-lea

## Casa de Burgundia
- Ioan Fără de Frică (1405-1419)
- Filip al V-lea (1419-1467)
- Carol I (1467-1477)
- Maria de Burgundia (1477-1482)
  - căsătorită cu Maximilian I de Habsburg (1477-1482)
  - ocupație franceză între 1477 și 1493 (Tratatul de la Senlis)

## Casa de Habsburg
- Filip al VI-lea (1482-1506), rege al Castiliei, ca Filip I
- Carol al II-lea (1506-1556), împărat și rege al Spaniei
- Filip al VII-lea (1556-1598), rege al Spaniei, ca Filip al II-lea
- Isabela Clara Eugenia și Albert (1598-1621), arhiduce de Austria, ca Albert al VII-lea
- Filip al VIII-lea (1621-1659), rege al Spaniei, ca Filip al IV-lea

- cedat Franței, în virtutea prevederilor din Tratatul Pirineilor (1659)